# Каварін
Каварін — вождь кельтського племені сенонів, що мешкало на півночі Галії. Володарював у 50-х роках до н. е.

## Життєпис
Стосовно життя та діяльності Каваріна мало відомостей. З приходом у північну Галлію Гая Юлія Цезаря у 57 році до н. е. Каварін перейшов на його бік, надаючи підтримку харчами, зброєю, провідниками. Втім незабаром сенони вигнали Каваріна. В подальшому брав участь у бойових діях римлян проти Амбіорікса.